# Colonia Emiliano Zapata II
Colonia Emiliano Zapata II är en ort i Mexiko.   Den ligger i kommunen Apaxtla och delstaten Guerrero, i den södra delen av landet, 160 km sydväst om huvudstaden Mexico City. Colonia Emiliano Zapata II ligger 1 072 meter över havet och antalet invånare är 108.
Terrängen runt Colonia Emiliano Zapata II är huvudsakligen kuperad. Colonia Emiliano Zapata II ligger nere i en dal. Runt Colonia Emiliano Zapata II är det ganska glesbefolkat, med 27 invånare per kvadratkilometer. Närmaste större samhälle är Teloloapan, 17,7 km norr om Colonia Emiliano Zapata II. I omgivningarna runt Colonia Emiliano Zapata II växer huvudsakligen savannskog.